# Wilhelmshaven 05
Wilhelmshaven 05 (offiziell: Spielvereinigung 05 e. V. Wilhelmshaven) war ein Sportverein aus Wilhelmshaven. Die erste Fußballmannschaft spielte sechs Jahre in den Gauligen Niedersachsen bzw. Weser-Ems.

## Geschichte
Im Jahre 1906 fusionierten die allesamt im Jahr zuvor gegründeten Vereine FC Preußen Wilhelmshaven, FC Wilhelmshaven und FC Viktoria Wilhelmshaven zum FC Deutschland Wilhelmshaven. Sechs Jahre später schloss sich der im Jahre 1908 gegründeten Heppenser Ballspielverein dem FC Deutschland an. Im Frühjahr 1924 fusionierte der FC Deutschland mit dem VfB Wilhelmshaven zum Wilhelmshavener SV 06. Am 21. August 1939 fusionierte dieser mit dem VfL Rüstringen zu Wilhelmshaven 05. Der VfL Rüstringen entstand wiederum am 18. Juni 1921 als Abspaltung von 1905 als FC Comet Rüstringen gegründeten SV Comet Rüstringen.

### Wilhelmshavener SV 06
Der WSV übernahm im Jahre 1924 vom VfB den Platz in der erstklassigen Bezirksliga Weser/Jade. Zunächst gehörte die Mannschaft zu den Spitzenvereinen der Jade-Staffel und wurde nach der Fußball-Revolution als einziger Verein der Stadt in die neu geschaffene Oberliga Weser/Jade aufgenommen. Aus dieser stieg der WSV ab und kehrte nicht wieder zurück. 1939 fusionierte der WSV mit dem VfL Rüstringen.

### Wilhelmshaven 05
Der neue Vereine wurde zur Saison 1939/40 in die erstklassige Gauliga Niedersachsen-Nord aufgenommen, nachdem zuvor die Militärsportvereine MSV Jäger 7 Bückeburg, MSV Lüneburg und Luftwaffen SV Wolfenbüttel kriegsbedingt ihre Mannschaften zurückzogen. Nach zwei Jahren im Mittelfeld der Liga begann in den 1940er Jahren der sportliche Aufschwung, der eng mit Gastspielern wie Paul Janes oder Karl Barufka zusammenhing.
In der 1942 eingeführten Gauliga Weser-Ems waren die 05er der dominierende Verein. Die erste Meisterschaft sicherten sich die 05er mit 151 erzielten Toren und nur einer Niederlage. Höhepunkt war ein 25:0 gegen den ASV Blumenthal. In der Endrunde um die deutsche Meisterschaft schied die Mannschaft im Viertelfinale nach einem 1:4 gegen den FC Schalke 04 aus. Ein Jahr später verteidigte die Mannschaft ihren Gautitel und verlor dabei kein Spiel. Erneut gelang ein 25:0-Sieg, dieses Mal gegen den VfL Oldenburg. Auf Reichsebene gelang zunächst ein 2:1-Sieg nach Verlängerung über Eintracht Braunschweig, ehe sich im Wiederholungsspiel des Achtelfinals der Luftwaffen-Sportverein Hamburg mit 4:2 durchsetzte.
Nach Kriegsende wurde der Verein aufgelöst und erst im Jahre 1952 neu gegründet. Zwischenzeitlich hatte der TSR Olympia die sportliche Führungsrolle in der Stadt übernommen. Im Jahre 1960 gelang der Aufstieg in die Amateurliga 1. Drei Jahre später sicherten sich die 05 die Meisterschaft und stiegen in die Amateuroberliga Niedersachsen-West auf. Als Vizemeister qualifizierte sich die Mannschaft für die neu geschaffene Landesliga Niedersachsen.
In dieser spielte der Verein nur eine Nebenrolle und stieg im Jahre 1968 in die Verbandsliga Nord ab. Zwei Jahre später wären die 05 auch aus dieser abgestiegen. Da aber Verbandsligameister Kickers Emden in die Landesliga aufstieg, mussten die Wilhelmshavener ein Entscheidungsspiel gegen den Brockeswalder SV austragen, welches im neutralen Bremervörde mit 3:1 gewonnen wurde. Zwei Jahre später fusionierte Wilhelmshaven 05 mit Germania Wilhelmshaven zum SV Wilhelmshaven.

## Persönlichkeiten
- Karl Barufka
- Erich Ebeling
- Paul Janes
- Alfred Stahr